# 게임 백업 디바이스
게임 백업 디바이스(영어: game backup device)는 컴퓨터 파일에 비디오 게임 카트리지의 ROM 정보를 저장하고 실제 하드웨어에서 다시 재생하는 장치이다. 대한민국에서는 일명 닥터, 일본에서는 마지콘(マジコン)으로 불린다.

## 휴대용 콘솔의 백업 디바이스

### 닌텐도 DS,닌텐도 3DS
닌텐도 DS용 게임 백업 디바이스로는 R4, DSTT 등이 있으며, 주로 칩 안에 마이크로SD 카드가 삽입된 형태이다.